# Plan de transporte local
Un plan de transporte local, que se divide en plan pleno de transporte local (LTP) y plan de aplicación local para el transporte (LIP) es una parte importante de la planificación del transporte

## Reino Unido
En Inglaterra, se espera que las autoridades de transporte estratégico (consejos de condado, autoridades unitarias, autoridades de transporte de pasajeros y los consejos London Borough) los preparen como planes de futuro para un número de años (normalmente cinco años ), y que sean presentados al Departamento de Transporte (DfT ).
Hay diferentes modalidades que se aplican a Escocia, Gales e Irlanda del Norte como el transporte es una materia de devolución de poderes en el Reino Unido .
El LTP deberá:
- Esquematizar las líneas básicas en relación con el transporte, la accesibilidad y la contaminación
- Establecer objetivos desafiantes pero alcanzables
- Establecer el programa para conseguir estos objetivos
- Diseñar 'ofertas' para la financiación de la DfT

Una vez que la LTP se prepara su presentación a la Secretaría de Estado de Transportes (Inglaterra solamente); en Londres, el LIP correspondiente se presenta al alcalde de Londres.

## España
En España, este plan se denomina Plan urbano de movilidad.